# Constructivisme (pedagogia)
El constructivisme és un corrent psicològic, pedagògic i filosòfic que intenta explicar la formació de coneixement, al qual situa dins del subjecte, ja que la realitat per si mateixa no es pot conèixer, sinó que es coneix gràcies a mecanismes cognitius, que a la mateixa vegada permeten fer transformacions d'aquesta. Segons aquest corrent una persona no és un producte de l'ambient ni un simple resultat de les seves disposicions internes, sinó una construcció pròpia que es va creant a partir de la interacció diària d'aquests dos factors. En conseqüència, el coneixement no és una còpia de la realitat, sinó una construcció pròpia que crea l'ésser a partir dels seus esquemes interns, i es considera decisiu el que sap (coneixements previs) i fa la persona a l'hora de conèixer i aprendre continguts. A més, a través de l'assimilació, adaptació, autoregulació i diàleg, aquest corrent pot eliminar les confrontacions entre el subjecte i l'objecte. Per tant, aquesta realitat és completament diferent per a cada individu, encara que les condicions d'aprenentatge siguin semblants. Això es deu al fet que no és possible crear condicions idèntiques en la ment de dos subjectes individuals.
El constructivisme diu que l'aprenentatge s'estableix a través del pas d'informació entre persones, per tant dins la construcció del coneixement el més important és rebre interacció.
Dintre d'aquest corrent l'aprenentatge és actiu, no passiu, cada individu va creant coneixement per ell mateix a mesura que van aprenent.
Les persones senten la necessitat de construir el seu propi coneixement, per tant, com diu Piaget, ho faran a partir de l'experiència, la qual permet que, a poc a poc, es creïn esquemes mentals cada vegada més complexos.
En l'àmbit artístic, el constructivisme artístic és un moviment d'avantguarda que s'interessa per la manera en com s'organitzen els plans, i per l'expressió de volum emprant aquells materials propis de la indústria. Aquest moviment va néixer a Rússia al voltant de l'any 1914 i es va enfortir després de la Revolució Bolxevic.
Aquest corrent té antecedents en la filosofia grega: en filòsofs presocràtics, sofistes i estoics, més endavant també en les idees de Descartes, Galileu i Immanuel Kant. Les tendències que tots ells mostren són intents de trencar l'hegemonia de l'ésser, de la veritat, del coneixement únic i dominant, donant suport així a la diversitat, el canviant, a les construccions particulars, a les veritats construïdes des de perspectives individuals, a l'esforç d'anàlisi, de crítica i refutació.
D'altra banda, es parla de constructivisme social, el qual ha evolucionat, en un breu període, fins a arribar a ser un model per a les relacions internacionals (RI). Els constructivistes s'han centrat en l'examen de factors no materials tals com normes, idees, coneixements i cultura, destacant en particular el paper exercit per "idees col·lectives o intersubjectives i la comprensió sobre la vida social" en les RI (Finnemore y Sikkink, 2001).
A més, Ruggie (1998) descriu el constructivisme com "la consciència humana i el seu paper en la vida internacional” i Emanuel Alder (1997) afirma que els seguidors d'aquest moviment creuen fermament que les RI són establertes gràcies a fets socials, que només poden existir per acord humà.
Segons Finnemore i Sikkink (2001), el constructivisme des d'un enfocament social es basa en els següents suposats bàsics:
1. La interacció humana no està conformada per factors materials, sinó principalment pels ideològics.
2. Els factors ideacionals més significatius en aquest context són les creences "intersubjectives" com a enteniment col·lectiu compartit.
3. Aquestes creences construeixen les identitats i interessos dels actors.[8]

## Principis
Del constructivisme se'n poden destacar uns principis generals i uns específics d'actuació "constructivistes" els quals són més aplicables en l'àmbit educatiu. Aquests principis són:

### Principis generals
- Principi d'interacció de la persona amb el medi.
- Principi de l'experiència prèvia com a condicionadora del coneixement a construir.
- Principi d'elaboració de "sentit" en el món de l'experiència.
- Principi d'organització activa.
- Principi d'adaptació funcional entre el coneixement i la realitat.[9][8]

### Principis d'actuació constructivistes
- Tenir en compte els continguts, experiències, representacions prèvies.
- Demanar la construcció de significat i no la reproducció del coneixement.
- Implicar l'aprenent en l'activitat d'observació, manipulació, experimentació, transformació, aplicació funcional, etc. entorn dels continguts d'aprenentatge
- Reconèixer el paper de les expectatives, la motivació i l'autoconcepte.
- Considerar els conflictes, les controvèrsies, els reptes i desafiaments assumibles com a factors promotors dels canvis.
- Induir la reflexió sobre les experiències fetes i les estratègies del coneixement.
- Oferir ajudes variades i ajustades en la realització de les tasques.
- Implicar l'alumnat en tasques d'interacció cooperativa amb els iguals.
- Posar en primer pla la dimensió temporal de la construcció del coneixement.
- Atorgar un paper central al llenguatge com a instrument mediador en la construcció del coneixement, i a la seva connexió amb l'activitat no discursives.[10]

## Del conductisme al constructivisme
La teoria de l'aprenentatge conductista està clarament expressada per Skinner (1954). Planteja que no és possible conèixer el tot, per tant s'aprèn dividint el tot en blocs cada vegada més petits. Mitjançant aquesta fragmentació del coneixement i a partir de l'obtenció d'aquests blocs simples i indivisibles, s'extrau l'aprenentatge.
Per tant, per a l'educació la tasca principal consisteix a descompondre el coneixement en petites unitats d'aprenentatge, cadascuna d'aquestes unitats amb el seu objectiu i prova. Per passar al segon bloc d'aprenentatge s'ha d'haver après el primer i mitjançant una prova es demostra si s'ha adquirit o no. Seguint aquest procediment es pot passar de bloc en bloc. Després d'haver passat un seguit de blocs es pot tornar a fer una prova, si s'aprova, la teoria indica que s'han après tots els blocs anteriors. Si pel contrari se suspèn, s'ha de seguir en el mateix bloc. De manera que s'haurà de repetir el bloc i reforçar els continguts fins que es passi la prova.
D'aquesta manera l'educació és percebuda com una acumulació de petits blocs de coneixements, sancionats per una prova i organitzats en una seqüència jeràrquica que va aportant i acumulant noves informacions, la suma de les quals permetrà tenir un coneixement de tot.
El conductisme iguala l'aprenentatge amb els canvis en la conducta observable, siguin basats en la forma o en la freqüència d'aquestes conductes. L'aprenentatge s'aconsegueix quan es demostra una resposta apropiada a un estímul ambiental específic.
Com a exemple, es presenta a un estudiant una operació matemàtica, 2+4=?, l'estudiant contesta "6". L'estímul és l'operació matemàtica i la resposta de l'alumne és la conducta buscada. En aquest cas s'hauria donat l'aprenentatge, ja que l'alumne ha donat una resposta apropiada a un estímul específic.
En la teoria de l'aprenentatge del constructivisme, la relació amb l'objecte de l'aprenentatge és diferent. Tenint en compte aquest enfocament, el pensament i l'aprenentatge són fenòmens que ocorren en la ment del subjecte. És en la ment on es troben els símbols, els significats i les representacions. Per tant, l'aprenentatge és el mecanisme d'interacció i interrelació entre aquest conjunt de símbols, significats i representacions amb la nova experiència. Tot això es pot sumar al que el subjecte ja posseeix o bé pot modificar-lo radicalment.
Per tant, aquí la manera de saber si s'ha adquirit una habilitat no és la prova que reflecteix l'acumulació de noves informacions com passa al conductisme, sinó la capacitat d'analitzar, configurar i representar problemes.
La diferència fonamental entre una visió i l'altra és que la primera nega els processos mentals i en conseqüència no els té en compte, mentre que a la segona no només els inclou sinó que es fonamenta en ells. És per això que el constructivisme s'enquadra dins del cognitivisme i no en el conductisme.

## Teories constructivistes
El constructivisme ens diu que el coneixement i l'aprenentatge són, en bona part el resultat d'una dinàmica en la qual les aportacions del subjecte a l'acte de conèixer i aprendre tenen un paper decisiu.
L'objecte és conegut quan es relaciona amb els marcs interpretatius que li aplica el subjecte, de manera que en el coneixement no tan sols conté les característiques de l'objecte sinó també i molt especialment el significat que té el seu origen en els marcs interpretatius utilitzats pel subjecte.
El coneixement i l'aprenentatge no són mai el resultat d'una lectura directa de l'experiència, és a dir, no només és l'acció si no tot el que ella implica: com afecta el context en el qual es du a terme, l'activitat que es realitza, la representació mental que aquesta crea, etc. La idea original es troba en els treballs desenvolupats per Piaget i els seus col·laboradors sobre la psicologia i l'epistemologia genètica durant les dècades del 1940 i 1950 (Coll 1996), s'expandeix i s'enriqueix considerablement a partir de la dècada del 1960 a conseqüència de la substitució gradual del conductisme pels enfocaments cognitius i l'adopció pràcticament generalitzada d'aquests últims en les dècades següents.
La psicologia de l'educació actual està totalment impregnada pel constructivisme, cada vegada té menys sentit parlar del constructivisme en general sense altres tipus de precisions. Així i tot, el constructivisme no és la manera més habitual d'educació, i per arribar a un punt òptim d'implementació d'aquest corrent, és necessari un canvi d'actitud de totes les parts involucrades en el procés. El constructivisme requereix una implicació de la part educadora, però també dels alumnes, ja que l'esforç per aprendre recau en ells, a diferència d'alguns tipus d'educació més tradicionals.
No hi ha un sol tipus de constructivisme, i ignorar aquest fet pot donar lloc a ambigüitats i confusions.

### La teoria genètica del desenvolupament intel·lectual
Aquesta teoria entén la intel·ligència centrant-se en l'anàlisi que fa de les estructures cognitives al llarg del desenvolupament de l'infant i al paper actiu que l'atorga aquest en la construcció del coneixement. Els mecanismes que consideren com a bàsic pel desenvolupament són: la maduració, l'experiència amb els objectes i amb les persones; a aquests els investigadors els sumen un quart factor endogen que és l'equilibració, relacionat amb l'autoregulació que ha de mostrar el subjecte en reaccionar amb pertorbacions exteriors.
- Tres principis explicatius fonamentals sobre el funcionament del psiquisme humà:

1. Els intercanvis funcionals.
2. La importància de l'activitat mental constructiva.
3. La dinàmica del canvi i del progrés intel·lectual: el model d'equilibrament.

- Durant aquest període hi ha un procés d'equilibració, revisió i construcció d'esquemes.
- Competència cognitiva i capacitat de l'aprenentatge: nivell de desenvolupament operatori.
- El caràcter individual i intern del procés de construcció del coneixement.
- L'activitat mental constructiva entre l'ensenyança i l'aprenentatge.[11][14]

### La teoria de l'assimilació (o aprenentatge significatiu)
La nova informació es relaciona amb els coneixements que el subjecte ja té, de manera no arbitrària i substantiva (no-literal) amb l'estructura cognitiva de la persona que aprèn, produint-se una transformació tant en el contingut que s'assimila com en el que el subjecte ja té.
- Clau de l'aprenentatge: quan es produeix una interacció entre els nous continguts simbòlicament expressats i algun aspecte rellevant de l'estructura de coneixement que ja posseeix l'aprenent, amb algun concepte que ja li es significatiu i està definit en la seva estructura cognitiva.
- Els autors donen gran èmfasi en que el factor més important per explicar l'aprenentatge és allò que l'alumne ja sap.
- El concepte d'aprenentatge significatiu: comprensió, memorització i funcionalitat de l'aprenentatge.
- Les condicions de l'aprenentatge significatiu: significat lògic i psicològic.
- Aprenentatge significatiu i construcció de significats sobre els continguts escolars.
- El triangle interactiu: les relacions professor-alumnes-continguts escolars.[11][15]

### La teoria sociocultural del desenvolupament i de l'aprenentatge
És un procés de construcció conjunta que es realitza amb l'ajuda d'altres persones, en el context escolar són els professors i els companys d'aula, i fora del context escolar totes aquelles persones que interaccionen amb el subjecte.
- La construcció del coneixement és un procés social i compartit.
- Entén l'aprenentatge com a procés distributiu, interactiu i contextual, resultat de la participació dels subjectes en una comunitat de pràctica.
- Per dur a terme el desenvolupament real i potencial: l'ensenyança i l'aprenentatge en la zona de desenvolupament pròxim (vegeu Lev Vigotski).
- Utilitza el llenguatge com a instrument de comunicació, representació i regulació en l'ensenyança i l'aprenentatge escolar.
- Interacció, activitat conjunta i mecanismes d'influència educativa.[11]

### Les teories del processament humà de la informació
Són un conjunt de models psicològics que conceben l'ésser humà com si fos un processador actiu d'estímuls (informació o "inputs") que obté del seu entorn. Aquests models s'engloben en el cognitivisme, paradigma que defensa que els pensaments i altres continguts mentals influeixen en la conducta i han de ser distingits d'aquesta.
- Dona importància a l'organització del coneixement en la memòria (organització de coneixement conceptual i procedimental).
- Competència cognitiva i capacitat d'aprenentatge (els coneixements previs).
- Coneixement general i coneixements específics en l'aprenentatge escolar.
- L'aprenentatge escolar com a procés de revisió, modificació i construcció d'esquemes de coneixement.[11][16]

## Principals autors constructivistes
Els autors constructivistes que hi han influït en psicologia, en especial en els camps com la percepció, l'aprenentatge, la personalitat, la psicologia educacional i la psicoteràpia són:

### George Kelly
Influent en camps de la personalitat i la psicoteràpia. Va anomenar a la seva teoria alternativisme constructiu i les seves tesis principals són:
- La realitat es manifesta a través dels nostres constructes personals.
- Tots som diferents, per la qual cosa podem interpretar la realitat de formes diferents.
- L'organització perceptiva que donen al nostre entorn vital es basa en constructes personals, en dimensions o categories descriptives.[17]

### Bartlett
Va qüestionar la perspectiva empirista centrada en els processos de recepció; i va plantejar que el fonamental en els processos de memòria és el significat de la informació memoritzada. Les seves investigacions van prendre com a estímul dibuixos i relats breus, i es va ocupar d'indagar sobre la forma en la qual les persones distorsionaven i modificaven el contingut del memoritzat a mesura que passava el temps.
- Tesi principal: allò que es recorda depèn sempre del significat que té per a cada persona el contingut memoritzat; i el significat depèn a la mateixa vegada del model de món que tingui cada persona, resultant de la interacció en la ment de la informació nova i la ja coneguda, amb una gran influència de les motivacions i emocions.[17]

### Jean Piaget

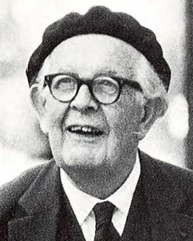
Jean Piaget

Va ser el psicòleg constructivista més influent. Es va centrar principalment en la psicologia del desenvolupament, preferint l'estudi de casos individuals, amb entrevistes i observacions de nens. Volia comprendre com el nen constitueix la realitat i com adquireix conceptes fonamentals. Se'l pot catalogar com a epistemòleg perquè les seves investigacions es van referir a la psicogènesi de la cognició. Aquest psicòleg va senyalar que el desenvolupament de les habilitats de la intel·ligència és impulsat per la mateixa persona mitjançant les seves interaccions amb el medi.
- Tesi principal: teoria del desenvolupament.[17][4]

### Cèsar Coll Salvador
Psicòleg reconegut per la seva producció científica en els camps de la psicologia evolutiva i l'educació, el currículum, la psicopedagogia, el constructivisme i l'anàlisi de la pràctica educativa. Ell diu que la funció dels psicòlegs és estudiar com es construeix el sentit, com les persones construeixen el sentit de les seves activitats i de les seves accions i ho enforca d'una manera molt constructivista, ja que diu que tot això és impossible fer-ho al marge del context, de les condicions, de les situacions concretes en les quals aquest comportament o aquesta activitat es duu a terme.
- Se centra en el constructivisme enfocat a l'àmbit educatiu, és a dir el constructivisme a l'aula.[18][19]

## Constructivisme educatiu
El constructivisme educatiu proposa un paradigma on el procés d'ensenyament, es percep i es du endavant com a procés dinàmic, participatiu i interactiu del subjecte, de manera que el coneixement sigui una autèntica construcció operada per la persona que aprèn (pel subjecte cognoscent). El corrent constructivista en l'àmbit educatiu, centra l'alumne en un paper més participatiu, dinàmic i pràctic. D'aquesta manera, obtindrà aprenentatges, habilitats i aptituds. És clar, que per això, és necessària la interacció del subjecte amb el seu context social, històric i cultural. El constructivisme en pedagogia s'aplica com a concepte didàctic, l'ensenyament orientat a l'acció. Aquest corrent, a partir de l'assimilació, acomodació, adaptació i diàleg, promou l'aprenentatge cooperatiu en grup i l'ensenyament guiat.
Quan el constructivisme s'associa amb l'educació acostuma a sorgir un problema a partir d'una concepció errònia d'aquesta teoria. S'acostuma a interpretar així: deixar llibertat als estudiants perquè aprenguin al seu propi ritme la qual cosa, moltes vegades de forma implícita, sosté que el docent no s'involucra en el procés, que només proporciona el material i deixa que cadascú treballi per arribar a les seves pròpies conclusions, és a dir que construeixin el seu propi coneixement. Però aquesta concepció és errònia, ja que realment el que proposa el constructivisme és que existeixi una interacció entre el docent i els estudiants, un intercanvi didàctic entre els coneixements del docent i els dels estudiants, de tal manera que arribin a una síntesi productiva per tots dos i que en conseqüència, els continguts són revisats per aconseguir un aprenentatge significatiu.
Per això, apareix la inevitable i necessària revisió del constructivisme com a marc teòric que sustenta una pràctica pedagògica, que planteja la ineludible relació entre la metodologia i la concepció que hi ha sobre l'ensenyament i l'aprenentatge, a més d'altres aspectes vinculats com és el cas dels objectius, els continguts, la metodologia i les tècniques i recursos, i finalment també el procés d'avaluació.

## Superació o dificultats del constructivisme
La diversitat cultural destaca com a característica distintiva del segle xxi, fet que ha influït enormement en els camps educatius, plantejant nous problemes quan a les pràctiques educatives mundials. El constructivisme, en aquest context, posicionat com a corrent principal en la teoria de l'educació des de mitjans dels anys noranta, es veu desafiat pels actuals fenòmens socioeducatius que requereixen unes perspectives ideològiques, polítiques i socials, i també cognitives.
Autors com Rodolfo Bustos, diuen que el major perill que té el constructivisme és que es prenguin a la lleugera els seus principis i que s'anomeni com a tal, qualsevol cosa que soni a elaboració pròpia. Es corre el perill que es quedi tan sols en la teoria, sense fer propostes pràctiques.
Les principals objeccions que presenta el constructivisme són, en primer lloc, el seu subjectivisme, ja que si el que cada un coneix és una construcció individual i no la realitat en sí, objectiva, què garanteix llavors que s'arribin a elaborar conceptes objectius, vàlids no tan sols per qui els construeix, sinó també per als altres?
En segon lloc hi ha l'espontaneïtat, és a dir, si la construcció d'estructures i continguts mentals és responsabilitat exclusiva del subjecte, llavors, quin és el paper de l'educador?
La tercera objecció es refereix al fet que el constructivisme privilegia els aspectes cognitius del desenvolupament enfront d'altres no menys importants, com vindrien a ser els afectius, valoratius o ètics.
Altres autors com Barrio Maestre justifiquen que l'objecció principal que pot plantejar-se a aquest corrent, fa referència a la visió equivocada de la construcció del coneixement, ja que és un conèixer que no és dominar la realitat del conegut, sinó la seva mera idealitat, la representació que el subjecte construeix.
Pel constructivisme no es coneixen les coses com són, sinó que es coneix la imatge que s'ha fet d'aquell objecte; això es veu reflectit en que les idees prèvies no sempre coincideixen amb l'objecte real. Així doncs, el que cada un coneix és una construcció individual i no la realitat en sí, per tant, no permet garantir que s'arribin a elaborar uns conceptes objectius, vàlids no tan sols per qui els ha construït sinó també per als altres.
En conclusió, els autors consideren que el constructivisme no és una teoria de l'ensenyança, sinó més aviat una manera original de plantejar els problemes epistemològics i intentar resoldre’ls; és a dir, el constructivisme seria una teoria del coneixement.